# 特胡特拉 (查拉特南戈省)
特胡特拉（西班牙語：Tejutla），是薩爾瓦多的城鎮，位於該國西北部，由查拉特南戈省負責管轄，面積107.48平方公里，海拔高度379米，2007年人口13,608，人口密度每平方公里126.61人。
14°10′N 89°6′W / 14.167°N 89.100°W